# Мандрівка часу
«Мандрівка часу» (англ. Voyage of Time) — американський документальний фільм, знятий Терренсом Маліком. Світова прем'єра стрічки відбулась 7 вересня 2016 року на Венеційському кінофестивалі, в Україні 13 квітня 2017. Фільм розповідає про всесвіт — від його народження до руйнування.

## Озвучення
- Бред Пітт — оповідач (IMAX-версія)
- Кейт Бланшетт — оповідач (35-мм повнометражна версія)
- Саша Кольцова — оповідач (українська версія)

## Виробництво
Перші кроки виробництва фільму були здійснені наприкінці 1970-тих років, коли Терренс Малік розробляв проект під назвою «Q» для компанії Paramount, який розповідав про походження життя на Землі.

## Визнання
| Нагороди та номінації фільму «Мандрівка часу» | Нагороди та номінації фільму «Мандрівка часу» | Нагороди та номінації фільму «Мандрівка часу» | Нагороди та номінації фільму «Мандрівка часу» | Нагороди та номінації фільму «Мандрівка часу» | Нагороди та номінації фільму «Мандрівка часу» |
| Рік                                           | Кінопремія / Кінофестиваль                    | Категорія / Нагорода                          | Номінант                                      | Результат                                     |                                               |
| --------------------------------------------- | --------------------------------------------- | --------------------------------------------- | --------------------------------------------- | --------------------------------------------- | --------------------------------------------- |
| 2016                                          | Венеційський кінофестиваль                    | «Золотий лев» за найкращий фільм              | «Мандрівка часу»                              | Номінація                                     |                                               |